# Margalaksana (Cikakak)
Margalaksana is een bestuurslaag in het regentschap Sukabumi van de provincie West-Java, Indonesië. Margalaksana telt 3250 inwoners (volkstelling 2010).